# Будринская (Вологодская область)
Будринская — деревня в Тарногском районе Вологодской области.
Входит в состав Заборского сельского поселения, с точки зрения административно-территориального деления — в Лохотский сельсовет.
Расстояние до районного центра Тарногского Городка по автодороге — 24 км, до центра муниципального образования Красного по прямой — 8 км. Ближайшие населённые пункты — Конашевская, Плошиловская, Терентьевская, Тюприха, Жуковская, Михалиха.
По переписи 2002 года население — 51 человек (22 мужчины, 29 женщин). Всё население — русские.